# Bavaria
För andra betydelser, se Bavaria (olika betydelser).

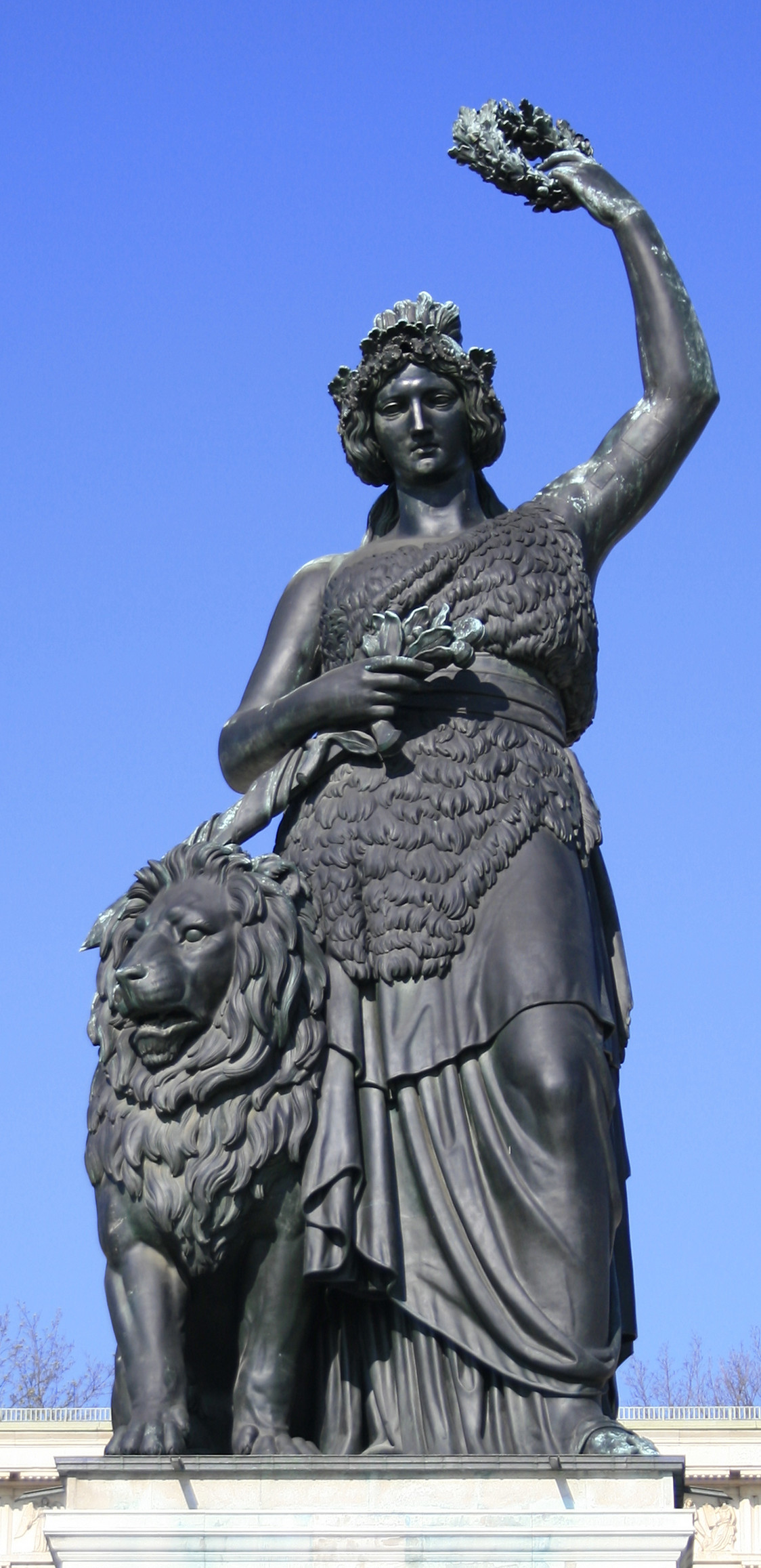
Bavaria vid Ruhmeshalle, München

Bavaria, ursprungligen det nylatinska namnet på Bayern, är numera en personifikation av samma land, liksom Moder Svea. I sistnämnda betydelse har namnet tillagts en på Ludvig I:s föranstaltande uppförd kolossal bronsstod utanför Ruhmeshalle vid München. Denna stod personifierar Bayern i en kvinnlig gestalt, med svärdet i den högra och en eklövskrans i den uppsträckta vänstra handen. Tätt invid sitter som väktare ett 9 meter högt lejon. Statyn står på ett 9,5 meter högt postament av granit och har en höjd av 20,5 meter från foten till och med kransen. I figurens inre leder en trappa upp i huvudet, vilket bekvämt rymmer sex personer. Denna berömda staty, som är modellerad av Ludwig Schwanthaler och gjuten av Ferdinand von Miller den äldre 1844–50, avtäcktes 25 augusti sistnämnda år.